# Porsche Tennis Grand Prix

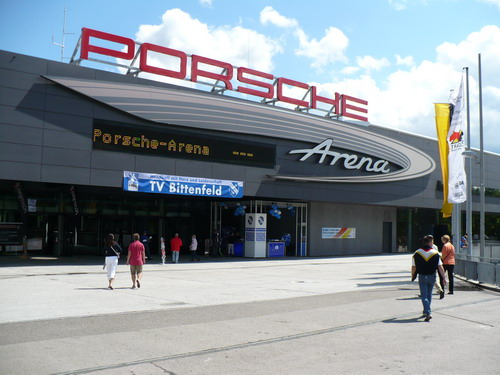
Esterno della Porsche Arena

Il Porsche Tennis Grand Prix è un torneo di tennis femminile che si disputa a Stoccarda in Germania (fino al 2005, a Filderstadt, un sobborgo a sud di Stoccarda). Nato nel 1978, il torneo ha fatto parte del circuito Tier II dal 1988 al 2008 per poi diventare uno dei Premier dal 2009 al 2020, ed infine un WTA 500 dal 2021.
Dal 2007 al 2019 ha collezionato ben 10 premi come miglior torneo di categoria. La vincitrice del singolare del torneo, oltre ai soldi del montepremi, riceve anche un'automobile Porsche. L'edizione del 2020 non viene disputata a causa della pandemia di COVID-19. È il torneo indoor più antico nel circuito WTA.

## Albo d'oro

### Singolare
| Anno | Categoria                             | Vincitrice                            | Finalista                             | Punteggio                             |
| ---- | ------------------------------------- | ------------------------------------- | ------------------------------------- | ------------------------------------- |
| 1978 | WTA Tour                              | Tracy Austin (1)                      | Betty Stöve                           | 6–3, 6–3                              |
| 1979 | WTA Tour                              | Tracy Austin (2)                      | Martina Navrátilová                   | 6–3, 6–2                              |
| 1980 | WTA Tour                              | Tracy Austin (3)                      | Sherry Acker                          | 6–2, 7–5                              |
| 1981 | WTA Tour                              | Tracy Austin (4)                      | Martina Navrátilová                   | 4–6, 6–3, 6–4                         |
| 1982 | WTA Tour                              | Martina Navrátilová (1)               | Tracy Austin                          | 6–3, 6–3                              |
| 1983 | WTA Tour                              | Martina Navrátilová (2)               | Catherine Tanvier                     | 6–1, 6–2                              |
| 1984 | WTA Tour                              | Catarina Lindqvist                    | Steffi Graf                           | 6–1, 6–4                              |
| 1985 | WTA Tour                              | Pam Shriver                           | Catarina Lindqvist                    | 6–1, 7–5                              |
| 1986 | WTA Tour                              | Martina Navrátilová (3)               | Hana Mandlíková                       | 6–2, 6–3                              |
| 1987 | WTA Tour                              | Martina Navrátilová (4)               | Chris Evert                           | 7–5, 6–1                              |
| 1988 | Tier II                               | Martina Navrátilová (5)               | Chris Evert                           | 6–2, 6–3                              |
| 1989 | Tier II                               | Gabriela Sabatini                     | Mary Joe Fernández                    | 7–6, 6–4                              |
| 1990 | Tier II                               | Mary Joe Fernández                    | Barbara Paulus                        | 6–1, 6–3                              |
| 1991 | Tier II                               | Anke Huber (1)                        | Martina Navrátilová                   | 2–6, 6–2, 7–6                         |
| 1992 | Tier II                               | Martina Navrátilová (6)               | Gabriela Sabatini                     | 7–6, 6–3                              |
| 1993 | Tier II                               | Mary Pierce                           | Nataša Zvereva                        | 6–3, 6–3                              |
| 1994 | Tier II                               | Anke Huber (2)                        | Mary Pierce                           | 6–4, 6–2                              |
| 1995 | Tier II                               | Iva Majoli                            | Gabriela Sabatini                     | 6–4, 7–6(4)                           |
| 1996 | Tier II                               | Martina Hingis (1)                    | Anke Huber                            | 6–2, 3–6, 6–3                         |
| 1997 | Tier II                               | Martina Hingis (2)                    | Lisa Raymond                          | 6–4, 6–2                              |
| 1998 | Tier II                               | Sandrine Testud                       | Lindsay Davenport                     | 7–5, 6–3                              |
| 1999 | Tier II                               | Martina Hingis (3)                    | Mary Pierce                           | 6–4, 6–1                              |
| 2000 | Tier II                               | Martina Hingis (4)                    | Kim Clijsters                         | 6–0, 6–3                              |
| 2001 | Tier II                               | Lindsay Davenport (1)                 | Justine Henin                         | 7–5, 6–4                              |
| 2002 | Tier II                               | Kim Clijsters (1)                     | Daniela Hantuchová                    | 4–6, 6–3, 6–4                         |
| 2003 | Tier II                               | Kim Clijsters (2)                     | Justine Henin (2)                     | 5–7, 6–4, 6–2                         |
| 2004 | Tier II                               | Lindsay Davenport (2)                 | Amélie Mauresmo                       | 6–2, rit.                             |
| 2005 | Tier II                               | Lindsay Davenport (3)                 | Amélie Mauresmo                       | 6–2, 6–4                              |
| 2006 | Tier II                               | Nadia Petrova                         | Tatiana Golovin                       | 6–3, 7–6(4)                           |
| 2007 | Tier II                               | Justine Henin (1)                     | Tatiana Golovin                       | 2–6, 6–2, 6–1                         |
| 2008 | Tier II                               | Jelena Janković                       | Nadia Petrova                         | 6–4, 6–3                              |
| 2009 | Premier                               | Svetlana Kuznecova                    | Dinara Safina                         | 6–4, 6–3                              |
| 2010 | Premier                               | Justine Henin (2)                     | Samantha Stosur                       | 6–4, 2–6, 6–1                         |
| 2011 | Premier                               | Julia Görges                          | Caroline Wozniacki                    | 7–6(3), 6–3                           |
| 2012 | Premier                               | Marija Šarapova (1)                   | Viktoryja Azaranka                    | 6–1, 6–4                              |
| 2013 | Premier                               | Marija Šarapova (2)                   | Na Li                                 | 6–4, 6–3                              |
| 2014 | Premier                               | Marija Šarapova (3)                   | Ana Ivanović                          | 3–6, 6–4, 6–1                         |
| 2015 | Premier                               | Angelique Kerber (1)                  | Caroline Wozniacki                    | 3–6, 6–1, 7–5                         |
| 2016 | Premier                               | Angelique Kerber (2)                  | Laura Siegemund                       | 6–4, 6–0                              |
| 2017 | Premier                               | Laura Siegemund                       | Kristina Mladenovic                   | 6–1, 2–6, 7–6(5)                      |
| 2018 | Premier                               | Karolína Plíšková                     | Coco Vandeweghe                       | 7–6(2), 6–4                           |
| 2019 | Premier                               | Petra Kvitová                         | Anett Kontaveit                       | 6–3, 7–6(2)                           |
| 2020 | Annullato per pandemia di Coronavirus | Annullato per pandemia di Coronavirus | Annullato per pandemia di Coronavirus | Annullato per pandemia di Coronavirus |
| 2021 | WTA 500                               | Ashleigh Barty                        | Aryna Sabalenka                       | 3–6, 6–0, 6–3                         |
| 2022 | WTA 500                               | Iga Świątek (1)                       | Aryna Sabalenka                       | 6–2, 6–2                              |
| 2023 | WTA 500                               | Iga Świątek (2)                       | Aryna Sabalenka                       | 6–3, 6–4                              |
| 2024 | WTA 500                               | Elena Rybakina                        | Marta Kostjuk                         | 6–2, 6–2                              |
| 2025 | WTA 500                               | Jeļena Ostapenko                      | Aryna Sabalenka                       | 6–4, 6–1                              |

### Doppio
| Anno | Categoria                             | Vincitrici                                     | Finaliste                               | Punteggio                             |
| ---- | ------------------------------------- | ---------------------------------------------- | --------------------------------------- | ------------------------------------- |
| 1978 | WTA Tour                              | Tracy Austin Betty Stöve (1)                   | Mima Jaušovec Virginia Ruzici           | 6–3, 6–3                              |
| 1979 | WTA Tour                              | Billie Jean King Martina Navrátilová (1)       | Betty Stöve Wendy Turnbull              | 6–3, 6–3                              |
| 1980 | WTA Tour                              | Hana Mandlíková (1) Betty Stöve (2)            | Kathy Jordan Anne Smith                 | 6–4, 7–5                              |
| 1981 | WTA Tour                              | Mima Jaušovec Martina Navrátilová (2)          | Barbara Potter Anne Smith               | 6–4, 6–1                              |
| 1982 | WTA Tour                              | Martina Navrátilová (3) Pam Shriver (1)        | Candy Reynolds Anne Smith               | 6–2, 6–3                              |
| 1983 | WTA Tour                              | Martina Navrátilová (4) Candy Reynolds         | Virginia Ruzici Catherine Tanvier       | 6–2, 6–1                              |
| 1984 | WTA Tour                              | Claudia Kohde Kilsch Helena Suková (1)         | Bettina Bunge Eva Pfaff                 | 6–2, 4–6, 6–3                         |
| 1985 | WTA Tour                              | Hana Mandlíková (2) Pam Shriver (2)            | Carina Karlsson Tine Scheuer-Larsen     | 6–2, 6–1                              |
| 1986 | WTA Tour                              | Martina Navrátilová (5) Pam Shriver (3)        | Zina Garrison Gabriela Sabatini         | 7–6(5), 6–4                           |
| 1987 | WTA Tour                              | Martina Navrátilová (6) Pam Shriver (4)        | Zina Garrison Lori McNeil               | 6–1, 6–2                              |
| 1988 | Tier II                               | Martina Navrátilová (7) Iwona Kuczyn'ska       | Elna Reinach Raffaella Reggi            | 6–1, 6–4                              |
| 1989 | Tier II                               | Gigi Fernández Robin White                     | Elna Reinach Raffaella Reggi            | 6–4, 7–6(2)                           |
| 1990 | Tier II                               | Mary Joe Fernández Zina Garrison               | Mercedes Paz Arantxa Sánchez Vicario    | 7–5, 6–3                              |
| 1991 | Tier II                               | Martina Navrátilová (8) Jana Novotná (1)       | Pam Shriver Nataša Zvereva              | 6–2, 5–7, 6–4                         |
| 1992 | Tier II                               | Arantxa Sánchez Vicario (1) Helena Suková (2)  | Pam Shriver Nataša Zvereva              | 6–4, 7–5                              |
| 1993 | Tier II                               | Gigi Fernández (1) Nataša Zvereva (1)          | Patty Fendick Martina Navrátilová       | 7–6(6), 6–4                           |
| 1994 | Tier II                               | Gigi Fernández (2) Nataša Zvereva (2)          | Manon Bollegraf Larisa Neiland          | 7–6(5), 6–4                           |
| 1995 | Tier II                               | Gigi Fernández (3) Nataša Zvereva (3)          | Meredith McGrath Larisa Neiland         | 5–7, 6–1, 6–4                         |
| 1996 | Tier II                               | Nicole Arendt Jana Novotná (2)                 | Martina Hingis Helena Suková            | 6–2, 6–3                              |
| 1997 | Tier II                               | Martina Hingis (1) Arantxa Sánchez Vicario (2) | Lindsay Davenport Jana Novotná          | 7–6(4), 3–6, 7–6(3)                   |
| 1998 | Tier II                               | Lindsay Davenport (1) Nataša Zvereva (4)       | Anna Kurnikova Arantxa Sánchez Vicario  | 6–4, 6–2                              |
| 1999 | Tier II                               | Chanda Rubin Sandrine Testud                   | Larisa Neiland Arantxa Sánchez Vicario  | 6–3, 6–4                              |
| 2000 | Tier II                               | Martina Hingis (2) Anna Kurnikova              | Arantxa Sánchez Vicario Barbara Schett  | 6–4, 6–2                              |
| 2001 | Tier II                               | Lindsay Davenport (2) Lisa Raymond (1)         | Justine Henin Meghann Shaughnessy       | 6–4, 6(4)–7, 7–5                      |
| 2002 | Tier II                               | Lindsay Davenport (3) Lisa Raymond (2)         | Meghann Shaughnessy Paola Suárez        | 6–2, 6–4                              |
| 2003 | Tier II                               | Lisa Raymond (3) Rennae Stubbs (1)             | Cara Black Martina Navrátilová          | 6–2, 6–4                              |
| 2004 | Tier II                               | Cara Black Rennae Stubbs (2)                   | Anna-Lena Grönefeld Julia Schruff       | 6–3, 6–2                              |
| 2005 | Tier II                               | Daniela Hantuchová Anastasija Myskina          | Květa Peschke Francesca Schiavone       | 6–0, 3–6, 7–5                         |
| 2006 | Tier II                               | Lisa Raymond (4) Samantha Stosur (1)           | Cara Black Rennae Stubbs                | 6–3, 6–4                              |
| 2007 | Tier II                               | Květa Peschke Rennae Stubbs (3)                | Chan Yung-jan Dinara Safina             | 6(5)–7, 7–6(4), [10–2]                |
| 2008 | Tier II                               | Anna-Lena Grönefeld Patty Schnyder             | Květa Peschke Rennae Stubbs             | 6–2, 6–4                              |
| 2009 | Premier                               | Bethanie Mattek-Sands (1) Nadia Petrova        | Gisela Dulko Flavia Pennetta            | 5–7, 6–3, [10–7]                      |
| 2010 | Premier                               | Gisela Dulko Flavia Pennetta                   | Květa Peschke Katarina Srebotnik        | 3–6, 7–6(3), [10–5]                   |
| 2011 | Premier                               | Sabine Lisicki (1) Samantha Stosur (2)         | Kristina Barrois Jasmin Wöhr            | 6–1, 7–6(5)                           |
| 2012 | Premier                               | Iveta Benešová Barbora Záhlavová-Strýcová      | Julia Görges Anna-Lena Grönefeld        | 6–4, 7–5                              |
| 2013 | Premier                               | Mona Barthel (1) Sabine Lisicki (2)            | Bethanie Mattek-Sands Sania Mirza       | 6–4, 7–5                              |
| 2014 | Premier                               | Sara Errani Roberta Vinci                      | Cara Black Sania Mirza                  | 6–2, 6–3                              |
| 2015 | Premier                               | Bethanie Mattek-Sands (2) Lucie Šafářová       | Caroline Garcia Katarina Srebotnik      | 6–4, 6–3                              |
| 2016 | Premier                               | Caroline Garcia Kristina Mladenovic            | Martina Hingis Sania Mirza              | 2–6, 6–1, [10–6]                      |
| 2017 | Premier                               | Raquel Atawo (1) Jeļena Ostapenko              | Abigail Spears Katarina Srebotnik       | 6–4, 6–4                              |
| 2018 | Premier                               | Raquel Atawo (2) Anna-Lena Grönefeld (2)       | Nicole Melichar Květa Peschke           | 6–4, 6(5)–7, [10–5]                   |
| 2019 | Premier                               | Mona Barthel (2) Anna-Lena Friedsam            | Anastasija Pavljučenkova Lucie Šafářová | 2–6, 6–3, [10–6]                      |
| 2020 | Annullato per pandemia di Coronavirus | Annullato per pandemia di Coronavirus          | Annullato per pandemia di Coronavirus   | Annullato per pandemia di Coronavirus |
| 2021 | WTA 500                               | Ashleigh Barty Jennifer Brady                  | Desirae Krawczyk Bethanie Mattek-Sands  | 6–4, 5–7, [10–5]                      |
| 2022 | WTA 500                               | Desirae Krawczyk Demi Schuurs                  | Cori Gauff Zhang Shuai                  | 6–3, 6–4                              |
| 2023 | WTA 500                               | Desirae Krawczyk (2) Demi Schuurs (2)          | Nicole Melichar-Martinez Giuliana Olmos | 6–4, 6–1                              |
| 2024 | WTA 500                               | Chan Hao-ching Veronika Kudermetova            | Ulrikke Eikeri Ingrid Neel              | 4–6, 6–3, [10–2]                      |
| 2025 | WTA 500                               | Gabriela Dabrowski Erin Routliffe              | Ekaterina Aleksandrova Zhang Shuai      | 6-3, 6-3                              |